# Atol de Ahe
Ahe, também conhecido como Ahemaru ou Omaru, é um dos atóis do arquipélago de Tuamotu-Gambier, pertencente ao Taiti.